# Howard Spring
Robert Howard Spring (* 10. Februar 1889 in Cardiff, Wales; † 3. Mai 1965 in Falmouth, Cornwall) war ein britischer Schriftsteller und Journalist. In den 1950er und 1960er Jahren zählte er zu den meistgelesenen Autoren Großbritanniens.

## Ausbildung
Howard Spring, so sein gebräuchlicher Name, wurde als Sohn des irischen Tagelöhners William Spring geboren, von dem selbst seine Frau nur wusste, dass er als Jugendlicher aus der Grafschaft Cork nach Wales gekommen war. Als Howard Spring 12 Jahre alt war, starb sein Vater, und Howard musste die Schule, die er bis dahin besucht hatte, verlassen, um wie sein älterer Bruder und seine zwei Schwestern seiner Mutter zu helfen, die große Familie zu ernähren, zu der noch drei weitere Geschwister, ein Bruder und zwei Schwestern, gehörten. Howard arbeitete als Laufbursche für kleine Geschäftsleute, bis er Arbeit als Botenjunge im Büro eines Wirtschaftsprüfers und danach in der Redaktion der Zeitung „South Wales Daily News“ fand. Spring wollte unbedingt Reporter werden, deshalb lernte er Stenographie und besuchte die Abendschule, die die Universität in Cardiff eingerichtet hatte. Von den dort angebotenen Klassen besuchte er Englisch, Französisch, Latein, Mathematik und Geschichte. Schließlich wurde er Reporter bei der South Wales Daily News.

## Journalist und Redakteur
Im Jahre 1911 verließ Spring Cardiff und arbeitete bis 1915 für den Yorkshire Observer in Bradford. Für diese Zeitung begann er, Bücher zu rezensieren und damit die Grundlage für seinen hervorragenden Ruf als Literaturkritiker zu legen. Auf Grund seiner kleinen und schmächtigen Gestalt konnte er bei Ausbruch des Ersten Weltkrieges nicht zur kämpfenden Truppe. Er fand jedoch eine Möglichkeit, im Army Service Corps, eine mit Versorgungsaufgaben betraute Organisation der Armee, als Schreiber zu arbeiten. Kurz vorher war er zum „Manchester Guardian“ (heute The Guardian) gegangen, wohin er nach Kriegsende auch zurückkehrte. Dort traf er seine zukünftige Frau, die sich später als Marion Howard Spring selbst einen Namen als Verfasserin von Büchern machte (Memories and Gardens, 1965, eine Autobiographie; Howard, 1967, eine Biographie ihres Mannes; Frontispiece, 1970, ein Band mit Erinnerungen).
Nach seinem Dienst im Army Service Corps wurde Howard Spring 1919 vom Manchester Guardian nach Irland geschickt, um von Ort und Stelle aus über den Verlauf des hartnäckigen Kampfes zwischen England und der irischen Unabhängigkeitsbewegung zu berichten. Dort sammelte er die Erfahrungen, die in seinem vielfach übersetzten Erfolgsroman My Son, My Son ihren literarischen Niederschlag finden sollten.

## Der Schriftsteller
Im Jahre 1931, nach einem Treffen mit dem Besitzer der Zeitung, Lord Beaverbrook, begann er als Rezensent für den Londoner „Evening Standard“ zu arbeiten. Gleichzeitig begann Spring, selbst zu schreiben. Sein erstes Buch Darkie & Co. erschien im Jahre 1932, es folgte 1934 sein erster Roman Shabby Tiger, dessen Schauplatz Manchester war. Bald darauf erschien eine Fortsetzung unter dem Titel Rachel Rosing. Sein erster großer Erfolg kam mit My Son, My Son (ursprünglicher Titel O Absalom), 1938, der auch in den USA und in Deutschland (unter dem Titel „Geliebte Söhne“) sehr erfolgreich war und verfilmt wurde. Im Jahre 1977 wurde der Film für das Fernsehen (BBC) bearbeitet.
Der Erfolg seiner Bücher ermöglichte es Howard Spring, mit seiner Familie nach Mylor Church Town in Falmouth in Cornwall zu ziehen. In Falmouth blieb er bis zu seinem Tode.
Im Jahre 1940 erschien sein bekanntestes Buch Fame is the Spur, der Lebensweg eines Labourführers von armen Anfängen zur Macht. 1944 und 1946 folgten die Romane Hard Facts und Dunkerley’s.
In den folgenden Jahren erschienen in rascher Folge die Romane There is No Armour (1948), The Houses in Between (1951), A Sunset Touch (1953), These Lovers Fled Away (1955), Time and the Hour (1957), All Day Long (1959), I Met a Lady (1961). Dazu kamen die autobiographischen Bände Heaven Lies About Us, A Fragment of Infancy (1939), In the Meantime (1942) und And Another Thing (1946).
Neben seiner zeitaufwendigen Arbeit als Romanschriftsteller war Spring u. a. Direktor der „Falmouth School of Art“ und Präsident der „Cornish Drama League“. Die Drama League veranlasste die bekannten Aufführungen des Minack Theatre auf den Klippen nahe dem Lizard, der südlichsten Stelle Großbritanniens.
In seinen stilistisch und kompositorisch eingängig geschriebenen und häufig sozialkritischen Romanen aus der Welt der walisischen und nordenglischen Industriegebiete bewies Howard Spring seine große Fähigkeit zu einprägsamer Charakterisierung und sein Verständnis für die menschliche Verfassung.

## Werke (Auswahl)
Autobiographie
- The autobiography. Collins, London 1972 (Inhalt: Heaven lies about us, In the meantime und And another thing).

Kinderbücher
- Mein Bruder Jack („Sampson's circus“). Benziger, Zürich 1960 (Benziger-Jugend-Taschenbücher, 29).
- Onkel Oswalds Wunderkiste („Tumbledown Dick“). Benziger, Zürich 1972, ISBN 3-545-32047-2.

Romane
- Die Dunkerleys. Glück und Verlangen einer Familie. Roman. („Dunkerley's“). Scherz, Bern 1947.
- Es fing damit an. Roman. („Winds of the day“). Claassen, Hamburg 1966.
- Geliebte Söhne. Roman. („O Absalom“). Übers. Hans Thomas. Claassen, Hildesheim 1993, ISBN 3-546-00065-X[1]
- Gezeiten des Lebens. Roman. („All the days long“). Scherz, Stuttgart 1960
- Der gläserne Traum. Roman. („The House in between“). Scherz, Bern 1952
- Das Haus in Cornwall. („There is no armour“). Parnass, Stuttgart 1952[2]
- Künstler und Vagabunden. Roman. („Shabby Tiger“). Scherz, München 1966
- Des Lebens Eitelkeit. Roman. („These lovers fled away“). Scherz, Stuttgart 1956
- Liebe und Ehre. Roman. („Fame in the spur“). Claassen & Goverts, Hamburg 1949[3]
- Ein Lied wird leis. Roman. („I met a lady“). Scherz, Stuttgart 1963
- Rachel Rosing. Roman. („Rachel Rosing“). Scherz, München 1953
- Das Schicksal über Dir. Roman. („Hard facts“). Fackel, Olten 1959
- Tumult des Herzens. Roman. („A sunset touch“). Lichtenberg, München 1963 (Lichtenberg-Taschenbücher, 43)

Theaterstücke
- Three plays. Collins, London 1953 (Inhalt: Jinny Morgan, The gentle assassin und St. George at the dragon).

## Notizen
1. ↑  Zuerst deutsch 1938 bei Goverts. Nachdruck der Ausgabe Hamburg 1962. Häufige Auflagen, auch Buchclubs
2. ↑  früherer Titel Herz ohne Harnisch
3. ↑  Nachdr. d. Ausg. Bern 1941

| Personendaten    | Personendaten                              |
| ---------------- | ------------------------------------------ |
| NAME             | Spring, Howard                             |
| ALTERNATIVNAMEN  | Spring, Robert Howard (vollständiger Name) |
| KURZBESCHREIBUNG | britischer Schriftsteller und Journalist   |
| GEBURTSDATUM     | 10. Februar 1889                           |
| GEBURTSORT       | Cardiff, Wales                             |
| STERBEDATUM      | 3. Mai 1965                                |
| STERBEORT        | Falmouth (Cornwall)                        |